# Parc de la Campane

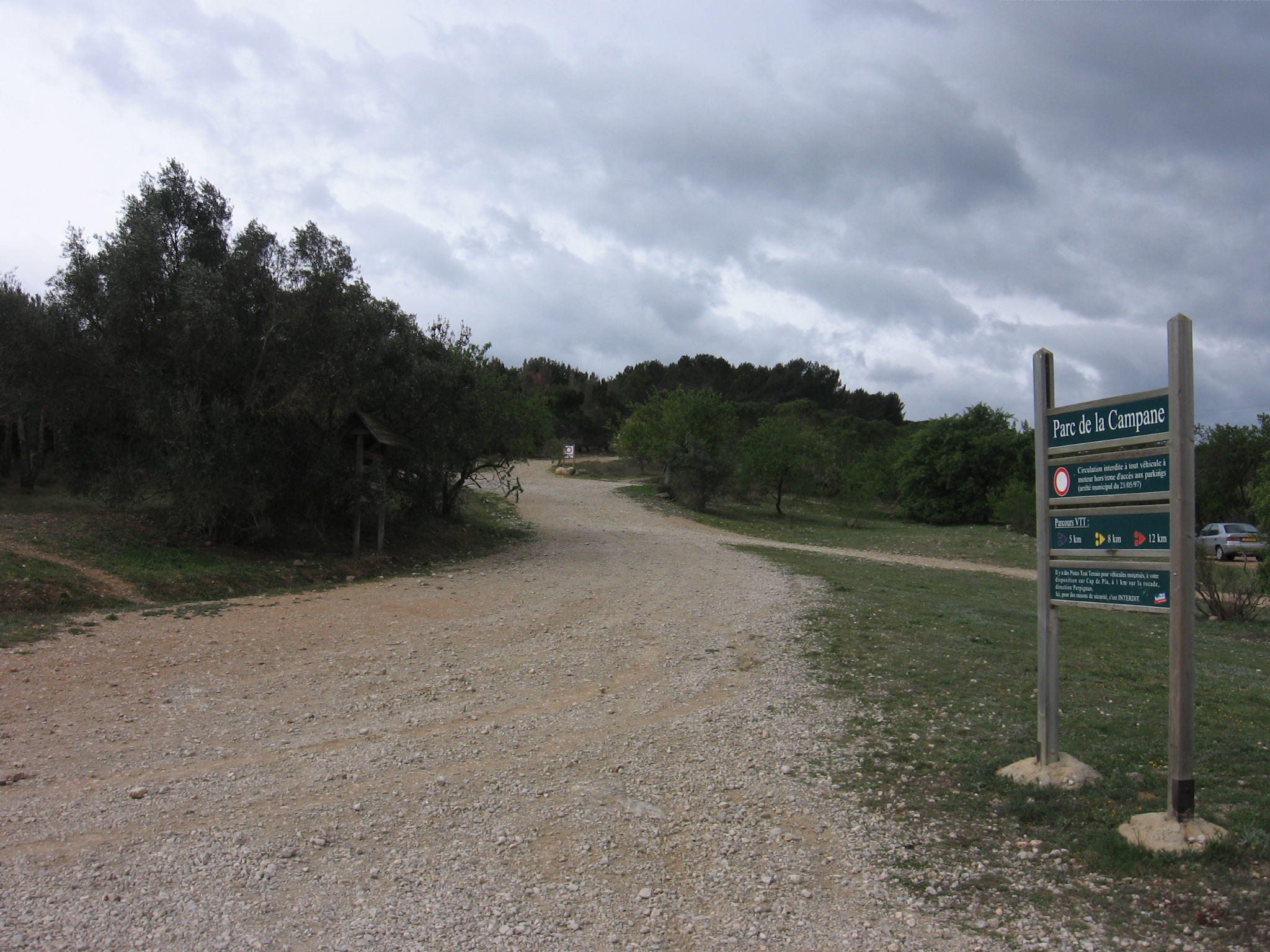
Parc de la Campane

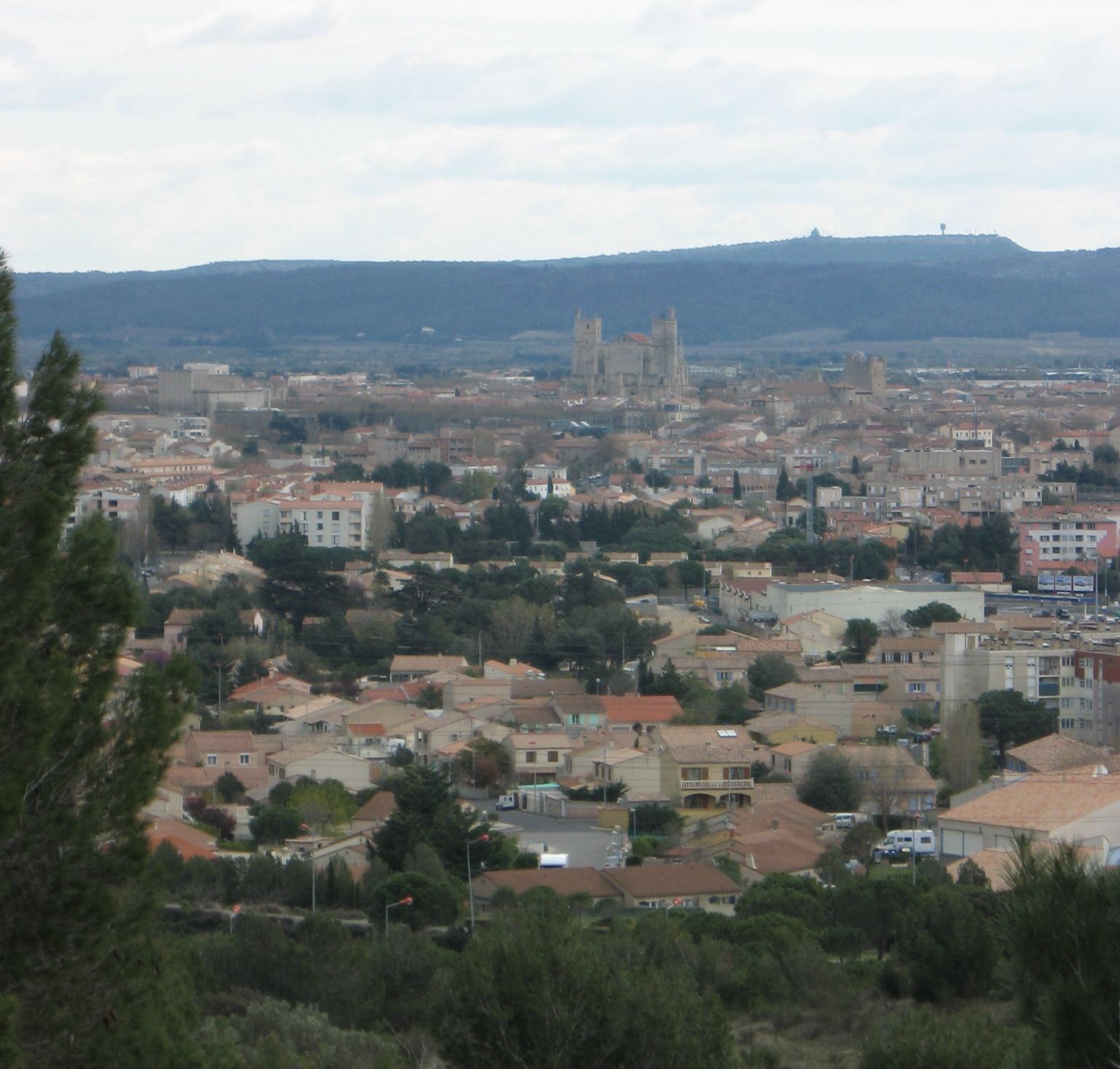
Uitzicht op de stad Narbonne

Parc de la Campane is een ruig recreatie- en wandelgebied aan de rand van de Zuid-Franse stad Narbonne. Er zijn verschillende wandelpaden uitgezet op het publiek toegankelijk en bergachtige terrein van 220 ha.